# Malczyce
Malczyce è un comune rurale polacco del distretto di Środa Śląska, nel voivodato della Bassa Slesia.
Ricopre una superficie di 52,55 km² e nel 2004 contava 5 996 abitanti.